# Shohratgarh
Shohratgarh is een nagar panchayat (plaats) in het district Siddharthnagar van de Indiase staat Uttar Pradesh. 

## Demografie
Volgens de Indiase volkstelling van 2001 wonen er 8.336 mensen in Shohratgarh, waarvan 52% mannelijk en 48% vrouwelijk is. De plaats heeft een alfabetiseringsgraad van 60%. 